# Maria Ana Vitória de Saboia
Maria Ana Vitória de Saboia (em francês: Marie-Anne-Victoire de Savoie; Paris, 11 de setembro de 1683 — Turim, 11 de outubro de 1763) era filha do príncipe Luís Tomás de Saboia, Conde de Soissons, e de Uranie de La Cropte de Beauvais.

## Biografia
Era sobrinha do príncipe Eugénio de Saboia , o grande general e estadista do império austríaco, conhecido também como um grande patrono das artes. Maria Ana Vitória era tratada como Mademoiselle de Soissons antes do seu casamento. Quando Eugénio morreu em 1736, Maria Ana Vitória herdou a sua propriedade na Áustria, que depois vendeu rapidamente a preço de desconto. Tudo foi vendido, desde as suas mansões, colecções de arte, medalhas do tempo de guerra e a espada que lhe tinha sido oferecida pela rainha Ana da Grã-Bretanha, pelo papel que desempenhou na Guerra de Sucessão Espanhola.

## Últimos anos
A 17 de Abril de 1738, Maria Ana Vitória casou-se com o príncipe José de Saxe-Hildburghausen, mas acabaria por se separar dele em 1757 sem deixar descendentes.Depois, viveu durante algum tempo em França, e acabaria por morrer em Turim na Itália, em 1763, aos oitenta anos de idade.

## Genealogia
| Maria Ana Vitória de Sabóia | Pai: Luís Tomás, Conde de Soissons   | Avô paterno: Eugénio Maurício, Conde de Soissons            | Bisavô paterno: Tomás Francisco, Príncipe de Carignano     |
| Maria Ana Vitória de Sabóia | Pai: Luís Tomás, Conde de Soissons   | Avô paterno: Eugénio Maurício, Conde de Soissons            | Bisavó paterna: Maria de Bourbon, Condessa de Soissons     |
| Maria Ana Vitória de Sabóia | Pai: Luís Tomás, Conde de Soissons   | Avó paterna: Olímpia Mancini                                | Bisavô paterno: Michele Lorenzo Mancini                    |
| Maria Ana Vitória de Sabóia | Pai: Luís Tomás, Conde de Soissons   | Avó paterna: Olímpia Mancini                                | Bisavó paterna: Geronima Mazzarini                         |
| Maria Ana Vitória de Sabóia | Mãe: Uranie de La Cropte de Beauvais | Avô materno: François-Paul de La Cropte, Senhor de Beauvais | Bisavô materno: Charles de La Cropte, Senhor de Chanteirac |
| Maria Ana Vitória de Sabóia | Mãe: Uranie de La Cropte de Beauvais | Avô materno: François-Paul de La Cropte, Senhor de Beauvais | Bisavó materna: Isabeau d'Auzaneau                         |
| Maria Ana Vitória de Sabóia | Mãe: Uranie de La Cropte de Beauvais | Avó materna: Charlotte Martel, Senhora de Tonnay-Boutonne   | Bisavô materno: Gédéon Martel, Conde de Marennes           |
| Maria Ana Vitória de Sabóia | Mãe: Uranie de La Cropte de Beauvais | Avó materna: Charlotte Martel, Senhora de Tonnay-Boutonne   | Bisavó materna: Élisabeth de La Mothe-Fouqué               |